# Седьмой спутник (фильм)
«Седьмой спутник» — советский художественный фильм Григория Аронова и Алексея Германа по одноимённой повести Бориса Лавренёва. Режиссёрский дебют Алексея Германа.

## Сюжет
Главный герой, Евгений Павлович Адамов, — генерал русской армии, профессор Военно-юридической академии. 
После официального объявления в сентябре 1918 года красного террора Адамова, в числе прочих людей, берут в качестве заложника. Во время допроса его узнаёт один большевик, на суде над которым в 1905 году он, будучи прокурором, отказался быть обвинителем, посчитав процесс незаконным. Адамова освобождают из тюрьмы, однако его, как покойника, уже лишили продовольственных карточек и квартиры, которую отдали трудящимся. Престарелый генерал без еды и жилья, поскитавшись до вечера по Петрограду, возвращается в тюрьму. Комендант тюрьмы из жалости пускает его переночевать, а потом назначает на должность прачки.
Через некоторое время комендант сообщает высокопоставленному большевику, что у него бельё солдатам стирает целый генерал. Тот, пожелав поговорить с Адамовым, предлагает ему служить большевикам по своей военной специальности. Адамов соглашается.
Осенью 1919 года, во время наступления Юденича Адамов в качестве военспеца оказывается на фронте под Петроградом. Там он помогает расследовать дело об убийстве членов продотряда, снова пытается не допустить беззакония, но его уже не слушают, подозреваемых расстреливают без суда и следствия, т.к. неожиданно отряд подвергается атаке прорвавшейся конницы армии Юденича, «это были кавалеристы полковника Бермонта-Авалова, полковника, продававшего свою шпагу, честь и подданство и за немецкие марки, и за русские рубли, и за английские фунты».
Весь отряд погиб, но Адамов с одним красноармейцем смогли убежать. Поскитавшись по лесу, они вышли к деревне, полагая, что там красные, но она уже была в руках Северо-Западной армии Юденича. Их берут в плен.
На допросе выясняется личность Адамова. Ему тотчас предлагают вступить в ряды белого движения и бороться за свободу России. Однако Адамов отказывается и объясняет: почему он согласился на службу большевикам и не перейдёт на сторону их противников. Профессор рассказал, что «есть огромные тела в пространстве, притягивающие более мелкие. А когда появляется какой-нибудь седьмой спутник, он притягивает все остальные тела, несмотря на их волю и желания». Офицер не понимает, о чём говорит бывший генерал, считая это бредом сумасшедшего.
Поговорить с Адамовым приходит высокопоставленный офицер. Он ещё раз спрашивает Адамова, отказывается ли тот переходить на сторону Белого движения и понимает ли, что последует за этим отказом? Адамов не отвечает.
Тогда офицер приказывает его расстрелять вместе с взятым плен красноармейцем. Их отводят на край деревни и расстреливают.

## В ролях
- Андрей Попов — Евгений Павлович Адамов
- Александр Анисимов — Кухтин
- Георгий Штиль — Кимка
- Пётр Чернов — Зыков
- Валентин Абрамов — председатель домкомбеда
- Владимир Осенев — Приклонский
- Софья Гиацинтова — Марья Семёновна, генеральша
- Владимир Эренберг — Вербовский
- Александр Михайлов — Муравлёв
- Григорий Шпигель — Шпигель
- Пётр Кудлай — Костель-Свиридов
- Георгий Юматов — Турка
- Анатолий Ромашин — белый офицер, лейтенант
- Алексей Баталов — комиссар
- Алексей Глазырин — председатель трибунала
- Лилия Гриценко — Соня Приклонская
- Пантелеймон Крымов — Дмитрий Андреевич, сын генеральши
- Николай Корн — полковник
- Владимир Козлов — красноармеец
- Кирилл Гун — арестованный

## Съёмочная группа
- Сценаристы: Юрий Клепиков, Эдгар Дубровский
- Режиссёры-постановщики: Григорий Аронов, Алексей Герман
- Оператор-постановщик: Эдуард Розовский
- Художник: Игорь Вускович
- Второй режиссёр: Игорь Усов